# Basisfødevare
Basisfødevare er fødevarer, der danner grundlag for den daglige kost. Hvad der er inkluderet i basisfødevarer varierer mellem forskellige dele af verden, men ofte indgår billige, stivelsesholdige og vegetabilske fødevarer, der kan lagres i lang tid. Selv om basisfødevaren i sig selv er nærende, indeholder den ikke tilstrækkeligt mange mikronæringsstoffer og protein, og der skal suppleres med andre fødevarer for at undgå fejlernæring.
Meget af det, der tæller som en basisfødevare, kommer fra planter, især kornsorter som hvede, majs og ris eller rodfrugter som kartofler, majroer, taro og maniok. Andre eksempler på basisfødevarer er bønner, madbanan, brødfrugt, linser og sago.

## Galleri af basisfødevarer
- Kogte hvide ris
- Kidneybønner
- Amaranth (venstre) og hvede
- Cassava
- Sød kartoffel
- Edamame - grønne sojabønner
- Sorghum frø (venstre) og poppede sorghum
- Japansk yam
- Plantain ”madbanan”
- Ulluco
- Oca
- Taro
- Hirse
- Quinoa

 Der er for få eller ingen kildehenvisninger i denne artikel, hvilket er et problem. Du kan hjælpe ved at angive troværdige kilder til de påstande, som fremføres i artiklen.

| Mad og drikke | Spire Denne artikel om mad og drikke er en spire som bør udbygges. Du er velkommen til at hjælpe Wikipedia ved at udvide den. |